# Werner Ekschmitt
Werner Ekschmitt (* 1926 im heutigen Wuppertal; † 24. Dezember 2004 in Staufen im Breisgau) war ein deutscher Dozent am Goethe-Institut, der sich als Publizist zu griechischen und archäologischen Themen hervorgetan hat.
Werner Ekschmitt wuchs in Wuppertal auf und studierte nach dem Zweiten Weltkrieg an der Ruprecht-Karls-Universität Heidelberg Klassische Philologie, Philosophie und Religionsgeschichte und promovierte auch in Heidelberg. Nach mehreren beruflichen Stationen wurde Ekschmitt Dozent am Goethe-Institut. Ab 1960 arbeitete er für das Institut in Griechenland, zunächst in Athen, später als Leiter der Zweigstelle in Patras und danach sieben Jahre als Leiter der Abteilung Thessaloniki. In dieser Zeit entdeckte Ekschmitts seine tiefe Zuneigung zu Griechenland. 1966 veröffentlichte er sein erstes Buch zum Thema.
1980 wurde Ekschmitt nach Staufen versetzt und war am dortigen Goethe-Institut noch mehrere Jahre tätig. Nach der Pensionierung begann eine sehr produktive Phase als Autor. Ekschmitt veröffentlichte einige Bücher, die für ein interessiertes Laienpublikum gedacht waren. Zum Teil erreichten sie Neuauflagen und weite Verbreitung. Wichtige Publikationen waren der Doppelband Kunst und Kultur der Kykladen, in dem Ekschmitt in anschaulicher Weise die Geschichte und Kunst der Kykladen darstellte, sowie Die sieben Weltwunder. Ihre Erbauung, Zerstörung und Wiederentdeckung. Ekschmitts Interessen reichten von der kykladisch-mykenischen und minoischen Zeit bis in die spät- und nachantike Zeit. Obwohl im Allgemeinen als scheu geschildert, nahm er noch lange Zeit am akademischen Leben der Albert-Ludwigs-Universität Freiburg anteil. Er starb an den Folgen eines Krebsleidens.

## Schriften
- Das Gedächtnis der Völker. Hieroglyphen, Schrift und Schriftfunde auf Tontafeln, Papyri und Pergamenten. Safari, Berlin 1964 (Die Welt des Wissens).
  - Tschechisch: Paměť národů. Hieroglyfy, písmo a písemné nálezy na hliněných tabulkách, papyrech a pergamenech. Orbis, Prag 1974.
- Ins unbekannte Griechenland. Safari, Berlin 1966 (Die Welt des Wissens).
- Die Kontroverse um Linear B. C. H. Beck, München 1969.
- Der Aufstieg Athens. Die Zeit der Perser-Kriege. Bertelsmann, München 1968, ISBN 3-570-02431-8.
- Fahrten auf dem Peloponnes. Ins unbekannte Griechenland. Safari bei Ullstein, Berlin-Frankfurt/M-Wien 1979, ISBN 3-7934-1133-8.
- Die sieben Weltwunder. Ihre Erbauung, Zerstörung und Wiederentdeckung (= Kulturgeschichte der Antiken Welt. Sonderband). Philipp von Zabern, Mainz 1984, ISBN 3-8053-0784-5.
- Weltmodelle. Griechische Weltbilder von Thales bis Ptolemäus (= Kulturgeschichte der Antiken Welt. Band 43). Philipp von Zabern, Mainz 1989, ISBN 3-8053-1092-7.
- Die Kykladen. Bronzezeit, geometrische und archaische Zeit (= Kulturgeschichte der Antiken Welt. Sonderband). Philipp von Zabern, Mainz 1993, ISBN 3-8053-1533-3.
  - Die Kykladen. Teil 1: Neolithikum und Bronzezeit (= Kulturgeschichte der Antiken Welt. Band 28/I). Philipp von Zabern, Mainz 1986, ISBN 3-8053-0842-6.
  - Die Kykladen. Teil 2: Geometrische und archaische Zeit (= Kulturgeschichte der Antiken Welt. Band 28/II). Philipp von Zabern, Mainz 1986, ISBN 3-8053-0900-7.
- Ugarit - Qumran - Nag Hammadi. Die grossen Schriftfunde zur Bibel (= Kulturgeschichte der Antiken Welt. Sonderband). Philipp von Zabern, Mainz 1993, ISBN 3-8053-1424-8.
- Berg Athos. Geschichte, Leben und Kultur der griechischen Mönchsrepublik. Herder, Freiburg-Basel-Wien 1994, ISBN 3-451-04321-1.